# Bolitoglossa colonnea
Bolitoglossa colonnea is een salamander uit de familie longloze salamanders (Plethodontidae). De soort werd voor het eerst wetenschappelijk beschreven door Emmett Reid Dunn in 1924. Oorspronkelijk werd de wetenschappelijke naam Oedipus colonneus gebruikt.

## Uiterlijke kenmerken
Bolitoglossa colonnea kenmerkt zich door een opvallende vlezige kam tussen beide oogkassen. Deze soort heeft een maximale lichaamslengte van circa 50 millimeter met een gemiddelde van 40 mm bij mannelijke salamanders en 44 mm bij vrouwelijke dieren. De staart is ongeveer even lang als het lichaam. Bolitoglossa colonnea heeft net als alle soorten uit de Plethodontidae geen functionele longen. De gaswisseling verloopt in plaats daarvan via speciale huiddelen die zich met name op de lippen bevinden. Bolitoglossa colonnea heeft een paddenstoelvormige tong, waaraan het geslacht de naam dankt. De poten zijn goed ontwikkeld en robuust gevormd. Tussen de vingers en tenen zitten vliezen. De kleur van Bolitoglossa colonnea varieert van bruin tot zwart met een egaal of gevlekt patroon.

## Verspreidingsgebied
De salamander komt voor in delen van Midden-Amerika en leeft in de landen Costa Rica en Panama. Bolitoglossa colonnea is een algemene soort in de laaglandregenwouden van Costa Rica en Panama. Aanvankelijk werd gedacht dat de soort voorkwam tot op 1245 meter hoogte, maar inmiddels is Bolitoglossa colonnea ook bekend uit het gebied rond de Río Changena op 1650 meter hoogte boven zeeniveau in de Cordillera de Talamanca. In het Caribische laagland loopt het verspreidingsgebied van noordoostelijk Costa Rica tot aan La Loma in Ngöbe-Buglé, inclusief verschillende eilanden zoals Isla Escudo de Veraguas in Bocas del Toro. In het Pacifische laagland komt Bolitoglossa colonnea voor vanaf het schiereiland Osa en de regio Golfo Dulce tot aan de Cerro La Campana in de centrale Panamese provincie Panama. In het zuidwesten van Costa Rica komt Bolitoglossa colonnea samen voor met Bolitoglossa lignicolor, een andere algemene salamandersoort uit de Pacifische laaglandgebieden van Costa Rica en Panama.

## Leefwijze
Bolitoglossa colonnea leeft tussen vochtige bladeren van struiken, in de strooisellaag op de bosbodem en in de trechters van bromelia's. Deze soort voedt zich met kleine geleedpotigen. Eieren worden gelegd in vochtige nesten op de bosbodem of in bomen. Uit de eieren komen volledig gemetamorfoseerde jongen.